# Sirksfelder Schanze
Der slawische Burgwall von Sirksfelde, einer Gemeinde im Kreis Herzogtum Lauenburg in Schleswig-Holstein, liegt gut einen Kilometer südlich des Ortes an der L 200 im Wald. 
Der rund 100 Meter große Burgwall stammt aus dem 8. und 9. Jahrhundert und lag im Gebiet der Obodriten. Wie archäologische Untersuchungen zeigten, war die Niederungsburg nicht lange in Gebrauch. Möglicherweise verlor sie durch den Verlauf des Limes Saxoniae um 810 an Bedeutung. Die Burg besaß nur ein Tor, das nach Norden führte. Heute bezeichnet man das Bodendenkmal auch als Wallberg oder Sirksfelder Schanze.